# Прапор Лосино-Петровського
Місто Лосино-Петровський Московської області Росії має власну символіку: герб та прапор. Сучасну версію міського прапора затверджено 17 червня 1998 року.
Прапор Лосино-Петровського являє собою полотно з співвідношенням ширини до довжини 2:3 розділені вузьким вилоподібним хрестом на три частини. У першій зеленій частині – стилізована голова лося, у другій червоній частині – стилізована біла бобіна, у третій блакитній частині – стилізований білий фонтан.